# Donde surgen las sombras
Donde surgen las sombras es una novela policíaca y de suspenso escrita por David Lozano Garbala en el año 2006. Este libro que se ambienta en Zaragoza ganó el Premio Gran Angular de dicho año.

## Argumento
El libro empieza con Alex, uno de los protagonistas, en su casa en la madrugada. Está jugando un juego llamado Camelot. Cuando entra en un chat de dicho juego, le envían una información que erróneamente le llega a su persona. Esta contenía la dirección de una página web privada que incluía un usuario y contraseña. Cuando entra a tal página, ve imágenes y sonidos atroces que le hacen vomitar. Cuando se dispone a cerrar dicha página web, se produce un apagón local. Sometido en aquella oscuridad, Alex empieza a sentir la presencia de extraños y aparecen personas vestidas de negro similares a sombras. El capítulo termina, y al inicio del capítulo siguiente, Alex está desaparecido. Al pasar unos días, Gabriel, un amigo suyo descubre que la noche en la que desapareció, le llamó varias veces en poco tiempo. Entonces, Gabriel junto con sus amigos, Lucía y Mateo, descubren que el no se había escapado por lo que suponen que lo raptaron, debido a que después no volvía a llamar. Entonces, los amigos van a ver al inspector Francisco Garcés, que es el encargado de llevar el caso. Al principio no les cree, pero poco a poco, va investigando y se va convenciendo cada vez más. Todo esto coincide con el asesinato de tres personas en atroces circunstancias, las que tenían que ver con los alcantarillados o túneles romanos de Zaragoza. Poco a poco todo va apuntando a que Alex está en la red de alcantarillado, donde se produce un juego de rol ilegal con personas reales, a las que los jugadores van matando poco a poco y cruelmente. El caso se va resolviendo a duras penas, puesto que no tienen información. Al final del libro todo cambia con una vuelta de tuerca totalmente inesperada.